# Борисов, Александр Борисович
Александр Борисович Борисов (род. 2 августа 1947, Свердловск, СССР) — физик-теоретик, специалист в области теории солитонов и нелинейных явлений в конденсированных средах. Доктор физико-математических наук (1988), профессор (1994), член-корреспондент РАН (2011).

## Биография
В 1973 году окончил Уральский политехнический институт физико-технический факультет.
В 1973—1975 годах стажер-исследователь в лаборатории теоретической физики Объединённом институте ядерных исследований (ОИЯИ) в Дубне.
С 1975 года — заведующий лабораторией нелинейных явлений в Институте физики металлов (ИФМ) УрО АН СССР (Свердловск).
В 1978 году защитил кандидатскую диссертацию на тему: «Афинная группа и ее приложения в теории поля».
В 1987 году защитил докторскую диссертацию на тему: «Нелинейные возбуждения и двумерные топологические солитоны в магнетиках».
Профессор кафедры теоретической физики и прикладной математики физико-технического факультета УГТУ-УПИ.
В декабре 2011 года избран членом-корреспондентом Российской академии наук.

## Научная деятельность
Первые работы были посвящены групповым аспектам теории поля и векторных пространств. Было показано, что теория гравитационного поля есть теория спонтанного нарушения афинной и конформной симметрии. Последующие работы в большей мере связаны с нахождением точных решений существенно нелинейных дифференциальных уравнений математической физики. Были найдены ранее неизвестные точные солитонные решения ряда уравнений, описывающих магнетики. В том числе — для уравнения Ландау-Лифшица и синус-Гордона. Выявлены процедуры получения точных решений для трёхмерных уравнений главного кирального поля на группе SU(2) и нелинейной модели n-поля с помощью дифференциально-геометрического метода.
Автор более 100 научных работ и нескольких монографий.